# Giovanni Paisiello
Giovanni Paisiello, italijanski operni skladatelj in pedagog, * 9. maj 1740, Taranto, † 5. junij 1816, Neapelj, Italija.

## Opere (izbor)
Napisal jih je 94, najpomembnejše danes pa so:
- Demoofonte (1775)
- Seviljski brivec (1782)
- Olimpiade (1786)
- Nina (1789)